# Spoorlijn Esch-sur-Alzette - Audun-le-Tiche
De Spoorlijn Esch-sur-Alzette - Audun-le-Tiche is een internationale spoorlijn tussen Esch-sur-Alzette in Luxemburg en Audun-le-Tiche in Frankrijk. Het Luxemburgse gedeelte is CFL Lijn 6e, het Franse gedeelte heeft nummer 186 000.

## Geschiedenis
De spoorlijn werd gebouwd en geëxploiteerd door de spoorwegmaatschappij "Compagnie Grande Luxembourg" en werd geopend op 1 september 1880.

## Treindiensten
De CFL verzorgt het personenvervoer met RB treinen.
| Serie   | Treinsoort         | Route                             | Bijzonderheden        |
| ------- | ------------------ | --------------------------------- | --------------------- |
| RB 6400 | Regionalbahn (CFL) | Esch-sur-Alzette – Audun-le-Tiche | Rijdt niet op zondag. |

In november 2020 kondigde de Luxemburgse minister van vervoer aan een buslijn op te willen zetten ter vervanging van de treindienst.

## Aansluitingen
In de volgende plaatsen is of was er een aansluiting op de volgende spoorlijnen:
Esch-sur-Alzette
CFL 6a, spoorlijn tussen Bettembourg en Esch-sur-Alzette
CFL 6f, spoorlijn tussen Esch-sur-Alzette en Pétange
Audun-le-Tiche
RFN 195 000, spoorlijn tussen Fontoy en Audun-le-Tiche
RFN 196 000, spoorlijn tussen Audun-le-Tiche en Hussigny-Godbrange
RFN 219 000, spoorlijn tussen Audun-le-Tiche - Audun-le-Tiche-Villerupt

## Elektrificatie
Het traject werd in 1963 geëlektrificeerd met een spanning van 25.000 volt 50 Hz.
CFL Lijn 6 en 6a:
Luxemburg · Luxembourg-Howald · Howald · Fentange · Berchem · Bettembourg · Noertzange · Schifflange · Esch-sur-Alzette · Belval-Université · Belval-Lycée · Belval-Rédange · Belvaux-Soleuvre · Oberkorn · Differdange · Niederkorn · Pétange · Lamadeleine · Rodange 

CFL Lijn 6b: Bettembourg · Dudelange-Burange · Dudelange-Ville · Dudelange-Centre · Dudelange-Usines · Volmerange-les-Mines

CFL Lijn 6c: Noertzange · Kayl · Tétange · Rumelange · Rumelange-Ottange

CFL Lijn 6e: Esch-sur-Alzette · La Hoehl · Audun-le-Tiche
Zie ook: CFL Lijn 1 · CFL Lijn 2 · CFL Lijn 3 · CFL Lijn 4 · CFL Lijn 5 · CFL Lijn 7